# Nati il 31 ottobre
| Questa pagina contiene informazioni ricavate automaticamente dalle voci biografiche con l'ausilio del template Bio e di un bot. L'aggiornamento è periodico e automatico e ricostruisce completamente la pagina. Se manca una persona in questa lista, sei pregato di non aggiungerla, ma accertati piuttosto che la sua voce biografica contenga il template Bio e che i dati anagrafici siano correttamente compilati. Se il template Bio manca, inseriscilo tu stesso o, in alternativa, metti l'avviso {{tmp\|Bio}} che ne segnala la mancanza. Se i dati riportati sono sbagliati, correggi direttamente la voce biografica; le modifiche saranno visibili in questa lista entro pochi giorni. Per chiarimenti vedi il progetto biografie. La lista contiene solo le 1.047 persone che sono citate nell'enciclopedia e per le quali è stato implementato correttamente il template Bio. Pagina aggiornata al 17 ago 2025. |

## VII secolo(1)
- 644 - K'inich K'an Joy Chitam II, sovrano maya

## XIII secolo(1)
- 1291 - Philippe de Vitry, compositore, teorico musicale e poeta francese († 1361)

## XIV secolo(2)
- 1345 - Ferdinando I del Portogallo, re portoghese († 1383)
- 1391 - Edoardo del Portogallo, re († 1438)

## XV secolo(5)
- 1412 - Ludovico I di Württemberg-Urach, conte tedesco († 1450)
- 1424 - Ladislao III di Polonia, re († 1444)
- 1472 - Wang Shouren, filosofo e funzionario cinese († 1529)
- 1490 - Nuño Beltrán de Guzmán, esploratore spagnolo († 1544)
- 1499 - Günther XL di Schwarzburg, conte tedesco († 1552)

## XVI secolo(5)
- 1531 - Ippolito de' Rossi, cardinale e vescovo cattolico italiano († 1591)
- 1542 - Enrichetta di Nevers, nobile francese († 1601)
- 1562 - Giovanni Guler von Weineck, diplomatico, storico e cartografo svizzero († 1637)
- 1562 - Adam Haslmayr, filosofo austriaco († 1630)
- 1589 - Parviz Mirza, principe indiano († 1626)

## XVII secolo(10)
- 1618 - Maria Anna di Gesù de Paredes, religiosa ecuadoriana († 1645)
- 1620 - John Evelyn, scrittore inglese († 1706)
- 1620 - Pierre Puget, scultore, pittore e architetto francese († 1694)
- 1629 - Carlo II di Gonzaga-Nevers, nobile italiano († 1665)
- 1632 - Jan Vermeer, pittore olandese († 1675)
- 1636 - Ferdinando Maria di Baviera, duca († 1679)
- 1638 - Meindert Hobbema, pittore olandese († 1709)
- 1686 - Senesino, cantante castrato italiano († 1758)
- 1692 - Anne-Claude-Philippe de Tubières, conte di Caylus, archeologo, pittore e antiquario francese († 1765)
- 1696 - Maria Celeste Crostarosa, religiosa italiana († 1755)

## XVIII secolo(36)
- 1705 - Papa Clemente XIV, papa, vescovo cattolico e cardinale italiano († 1774)
- 1712 - Maurizio di Anhalt-Dessau, generale prussiano († 1760)
- 1722 - Ulrica Federica Guglielmina d'Assia-Kassel, nobildonna tedesca († 1787)
- 1724 - Christopher Anstey, scrittore inglese († 1805)
- 1729 - Vittorio Amedeo Gioanetti, medico e chimico italiano († 1815)
- 1729 - Alonso Núñez de Haro y Peralta, arcivescovo cattolico spagnolo († 1800)
- 1732 - Jean Bardin, pittore francese († 1809)
- 1734 - Antoine Léonard Thomas, poeta e critico letterario francese († 1785)
- 1736 - Nikolaj Ivanovič Saltykov, generale, politico e nobile russo († 1816)
- 1738 - Girolamo Enrico Beltramini-Miazzi, vescovo cattolico italiano († 1779)
- 1739 - James Craig, architetto e urbanista scozzese († 1795)
- 1740 - William Paca, politico statunitense († 1799)
- 1740 - Giuseppe Antonio Slop, astronomo italiano († 1808)
- 1740 - Philip James de Loutherbourg, pittore britannico († 1812)
- 1743 - Vittorio Amedeo II di Savoia-Carignano, nobile italiano († 1780)
- 1747 - Johann Karl Wezel, poeta e filosofo tedesco († 1819)
- 1750 - Leonor de Almeida Portugal, poetessa e nobildonna portoghese († 1839)
- 1755 - Giovanni Ferri de Saint-Constant, saggista italiano († 1830)
- 1760 - Antonio Domenico Gamberini, cardinale e vescovo cattolico italiano († 1841)
- 1761 - Armand-Désiré d'Aiguillon, politico e nobile francese († 1800)
- 1761 - Rutger Jan Schimmelpenninck, politico olandese († 1825)
- 1762 - Étienne-Alexandre Bernier, vescovo cattolico francese († 1806)
- 1765 - George Harry Grey, VI conte di Stamford, nobile britannico († 1845)
- 1767 - María Isidra de Guzmán y de la Cerda, filosofa e traduttrice spagnola († 1803)
- 1773 - Carlo Cristiano di Sayn-Wittgenstein, nobile e militare tedesco († 1812)
- 1776 - Angelo Bellani, fisico italiano († 1852)
- 1785 - Georg Friedrich Kersting, pittore tedesco († 1847)
- 1787 - Franz Ernst Heinrich Spitzner, filologo classico e educatore tedesco († 1841)
- 1789 - Tommaso Sgricci, poeta e attore teatrale italiano († 1836)
- 1790 - Francisco Javier de Istúriz, politico e diplomatico spagnolo († 1871)
- 1791 - Antoine-Jean-Baptiste Thomas, pittore francese († 1833)
- 1792 - Jean-Baptiste Roman, scultore francese († 1835)
- 1793 - James Dunlop, astronomo britannico († 1848)
- 1795 - John Keats, poeta britannico († 1821)
- 1796 - Carlo Giuliani, organaro italiano († 1855)
- 1796 - Ottilie von Goethe, scrittrice e nobile tedesca († 1872)

## XIX secolo(168)
- 1802 - Carlotta Napoleona Bonaparte, nobile francese († 1839)
- 1802 - Tommaso Melodia, politico italiano († 1888)
- 1809 - Maria Repetto, religiosa italiana († 1890)
- 1810 - Charles Triébert, oboista francese († 1867)
- 1812 - Claudio Grafulla, direttore di banda e compositore spagnolo († 1880)
- 1814 - Catherine Herbert, nobildonna inglese († 1886)
- 1815 - Andrew Jackson Downing, architetto del paesaggio e scrittore statunitense († 1852)
- 1815 - Luigi Pizzardi, politico italiano († 1871)
- 1815 - Karl Weierstrass, matematico tedesco († 1897)
- 1816 - Sarah Fairbrother, attrice teatrale britannica († 1890)
- 1816 - Luigi Passerini Orsini de' Rilli, nobile, genealogista e storico italiano († 1877)
- 1816 - Philo Remington, imprenditore statunitense († 1889)
- 1817 - Heinrich Graetz, storico e teologo tedesco († 1891)
- 1818 - Gerolamo Da Passano, pedagogista e insegnante italiano († 1889)
- 1818 - Domenico Silverj, compositore italiano († 1900)
- 1819 - Alexander Williams Randall, politico statunitense († 1872)
- 1819 - Antonio Rossetti, scultore italiano († 1889)
- 1821 - Rudolf Willmers, pianista e compositore di scacchi danese († 1878)
- 1823 - Charles Edward Pollock, avvocato inglese († 1897)
- 1823 - Alessandro Serpieri, scienziato e presbitero italiano († 1885)
- 1824 - Vincenzo Macaluso, avvocato, giornalista e politico italiano († 1892)
- 1825 - Charles-Martial-Allemand Lavigerie, cardinale, arcivescovo cattolico e missionario francese († 1892)
- 1825 - Maria Theresia Scherer, religiosa svizzera († 1888)
- 1827 - Richard Morris Hunt, architetto statunitense († 1895)
- 1828 - Joseph Wilson Swan, chimico, medico e inventore inglese († 1914)
- 1830 - Giambattista Casoni, giornalista e politico italiano († 1919)
- 1830 - Charles Duparquet, missionario, botanico e esploratore francese († 1888)
- 1831 - Paul Durand-Ruel, mercante d'arte francese († 1922)
- 1831 - Paolo Mantegazza, fisiologo, patologo e igienista italiano († 1910)
- 1831 - Romualdo Pacheco, politico e diplomatico statunitense († 1899)
- 1831 - Carl von Voit, fisiologo tedesco († 1908)
- 1832 - Giulia Centurelli, poetessa, pittrice e patriota italiana († 1872)
- 1832 - Mary Ann Cotton, serial killer britannica († 1873)
- 1835 - Adolf von Baeyer, chimico tedesco († 1917)
- 1836 - Adolf Schwarz, scacchista ungherese († 1910)
- 1837 - Louis Jacolliot, scrittore, orientalista e indologo francese († 1890)
- 1838 - William Butler, militare e politico britannico († 1910)
- 1838 - Ludimar Hermann, fisiologo e logico tedesco († 1914)
- 1838 - Luigi del Portogallo, re portoghese († 1889)
- 1839 - Ernst Heinrich Göring, politico e diplomatico tedesco († 1913)
- 1839 - Ulisse Martinelli, patriota italiano
- 1839 - Raffaello Pagliaccetti, scultore italiano († 1900)
- 1843 - Henri Regnault, pittore francese († 1871)
- 1845 - Maria Luisa d'Asburgo-Lorena, nobile († 1917)
- 1847 - Raimondo Jaffei, vescovo cattolico italiano († 1932)
- 1848 - Boston Custer, esploratore statunitense († 1876)
- 1851 - Alfred III di Windisch-Grätz, politico, archeologo e storico austriaco († 1927)
- 1851 - Luisa di Svezia, regina svedese († 1926)
- 1852 - Ferruccio Tartuferi, medico italiano († 1925)
- 1852 - Luigi Arnaldo Vassallo, giornalista e scrittore italiano († 1906)
- 1852 - Mary Eleanor Wilkins Freeman, scrittrice statunitense († 1930)
- 1853 - Nikolaj Ivanovič Kibal'čič, rivoluzionario e giornalista russo († 1881)
- 1853 - Stefan Stambolov, politico bulgaro († 1895)
- 1854 - Adolf Erman, egittologo tedesco († 1937)
- 1854 - Geraldine Moodie, fotografa canadese († 1945)
- 1854 - Hermann Oldenberg, orientalista e storico delle religioni tedesco († 1920)
- 1854 - Otto Sverdrup, esploratore norvegese († 1930)
- 1855 - Paul Chocarne-Moreau, pittore francese († 1930)
- 1855 - Joseph Wright, linguista britannico († 1930)
- 1857 - Axel Munthe, scrittore e psichiatra svedese († 1949)
- 1858 - Maximilian Njegovan, ammiraglio austro-ungarico († 1930)
- 1860 - Juliette Gordon Low, attivista statunitense († 1927)
- 1860 - Doctor Greenwood, calciatore inglese († 1951)
- 1860 - Karl Friedrich Reiche, botanico tedesco († 1929)
- 1860 - Andrew Volstead, politico statunitense († 1947)
- 1861 - Damaso Bianchi, artista italiano († 1935)
- 1861 - Ottmar Weiss, compositore di scacchi austriaco († 1942)
- 1863 - Giuseppe Beleno, militare italiano († 1916)
- 1863 - Tom Ketchum, criminale statunitense († 1901)
- 1863 - Paul Kristeller, storico dell'arte tedesco († 1931)
- 1863 - Dick La Reno, attore irlandese († 1945)
- 1863 - William Gibbs McAdoo, avvocato e politico statunitense († 1941)
- 1863 - Quintino Rodrigues de Oliveira e Silva, vescovo cattolico brasiliano († 1929)
- 1864 - Einar Benediktsson, poeta e avvocato islandese († 1940)
- 1864 - Andrea Ferretto, compositore e inventore italiano († 1942)
- 1864 - Cosmo Lang, arcivescovo anglicano e teologo britannico († 1945)
- 1866 - Armand von Alberti, militare tedesco († 1919)
- 1867 - Augusto Bianchi, generale italiano († 1918)
- 1867 - David Graham Phillips, scrittore e giornalista statunitense († 1911)
- 1868 - Rudolf Kraus, patologo e batteriologo ceco († 1932)
- 1868 - Edwin McKim, regista, sceneggiatore e attore statunitense († 1942)
- 1870 - Francesco Dessì Fulgeri, generale italiano († 1945)
- 1870 - William Jackson Pope, chimico e cristallografo inglese († 1939)
- 1873 - Amy Archer-Gilligan, serial killer statunitense († 1962)
- 1873 - David Randall-MacIver, archeologo e egittologo inglese († 1945)
- 1874 - Edgar Chahine, pittore, illustratore e incisore francese († 1947)
- 1875 - Eugene Meyer, banchiere e editore statunitense († 1959)
- 1875 - Vallabhbhai Patel, politico indiano († 1950)
- 1875 - Heinrich Thyssen-Bornemisza, imprenditore e collezionista d'arte tedesco († 1947)
- 1875 - Leone Zamenhof, medico e esperantista polacco († 1934)
- 1876 - Georges Barrère, flautista francese († 1944)
- 1876 - Natalie Clifford Barney, scrittrice e poeta statunitense († 1972)
- 1876 - Martin Dibobe, attivista camerunese († 1922)
- 1876 - Raimondo Flores, dirigente sportivo italiano († 1927)
- 1876 - Eduard Daniël van Oort, ornitologo olandese († 1933)
- 1877 - Oscar Sinigaglia, ingegnere italiano († 1953)
- 1878 - Eleonora de Cisneros, cantante lirica statunitense († 1934)
- 1878 - Ettore Schinelli, organista e compositore italiano († 1943)
- 1880 - Nicola D'Antino, scultore italiano († 1966)
- 1880 - Aaron Hoffman, sceneggiatore e paroliere statunitense († 1924)
- 1880 - Alessandro Ravelli, compositore e musicista italiano († 1971)
- 1880 - Michail Pavlovič Tomskij, sindacalista e rivoluzionario sovietico († 1936)
- 1881 - Ettore Castelli, vescovo cattolico italiano († 1945)
- 1881 - Eugen Lovinescu, critico letterario, storico e scrittore rumeno († 1943)
- 1881 - Jimmy McIntyre, calciatore e allenatore di calcio inglese († 1954)
- 1881 - Toshizō Nishio, militare giapponese († 1960)
- 1882 - Albert Bogen, schermidore austriaco († 1961)
- 1882 - Leonetta Cecchi Pieraccini, pittrice e scrittrice italiana († 1977)
- 1883 - Wesley Disney, politico e avvocato statunitense († 1961)
- 1883 - Bud Duncan, attore statunitense († 1960)
- 1883 - Yūzō Fujikawa, scultore giapponese († 1935)
- 1883 - Marie Laurencin, pittrice, artista e illustratrice francese († 1956)
- 1883 - Oswald Schwarz, psicologo austriaco († 1949)
- 1883 - Anthony Wilding, tennista neozelandese († 1915)
- 1884 - Alessandro Ajmone Marsan, dirigente sportivo, imprenditore e calciatore italiano († 1941)
- 1885 - Karl Radek, rivoluzionario e politico sovietico († 1939)
- 1886 - William John Adie, neurologo inglese († 1935)
- 1886 - Agostino Lanzillo, sindacalista, politico e economista italiano († 1952)
- 1886 - Theodore A. Liebler Jr., sceneggiatore e produttore teatrale statunitense († 1975)
- 1886 - Haakon Sörvik, ginnasta svedese († 1970)
- 1887 - Alessandro Bovati, allenatore di calcio e calciatore italiano († 1953)
- 1887 - Chiang Kai-shek, generale e politico cinese († 1975)
- 1887 - Alberto Donini, scrittore, librettista e sindacalista italiano († 1961)
- 1887 - Newsy Lalonde, hockeista su ghiaccio e allenatore di hockey su ghiaccio canadese († 1970)
- 1887 - Roger Sherman Loomis, medievista statunitense († 1966)
- 1887 - Angelo Giovanni Pivano, generale italiano
- 1888 - Andreas Cervin, ginnasta svedese († 1972)
- 1888 - Angelo Policardi, generale italiano († 1943)
- 1888 - Marcello Serrazanetti, pioniere dell'aviazione, militare e politico italiano († 1941)
- 1888 - George Hubert Wilkins, esploratore australiano († 1958)
- 1889 - Andrej Budal, scrittore, giornalista e traduttore sloveno († 1972)
- 1889 - Francesco Luigi Ferrari, giornalista, politico e antifascista italiano († 1933)
- 1889 - Charles King, attore e cantante statunitense († 1944)
- 1889 - Giovanni Lomi, pittore e baritono italiano († 1969)
- 1889 - Angelo Rizzoli, imprenditore, editore e produttore cinematografico italiano († 1970)
- 1889 - Guilherme de Santa-Rita, pittore portoghese († 1918)
- 1890 - Lorenzo Vivalda, generale italiano († 1945)
- 1891 - Joseph Louis Aldée Desmarais, vescovo cattolico canadese († 1979)
- 1891 - Josef Schümmelfelder, calciatore tedesco († 1966)
- 1892 - Aleksandr Alechin, scacchista russo († 1946)
- 1892 - Luigi Baroffio, politico italiano
- 1892 - Giorgio Morpurgo, ufficiale italiano († 1938)
- 1892 - Attilio Valobra, calciatore italiano († 1953)
- 1893 - Daciano Colbachini, ostacolista e imprenditore italiano († 1982)
- 1893 - Umberto Gelmetti, militare e aviatore italiano
- 1893 - John Waters, regista statunitense († 1965)
- 1893 - Georg Wunderlich, allenatore di calcio e calciatore tedesco († 1963)
- 1895 - Francesco Andriani, avvocato e politico italiano († 1971)
- 1895 - Les Darcy, pugile australiano († 1917)
- 1895 - Vittorio Formentano, medico italiano († 1977)
- 1895 - Basil Liddell Hart, storico, militare e giornalista britannico († 1970)
- 1895 - Angelo Zamboni, pittore italiano († 1939)
- 1896 - Egisto Cappellini, politico e partigiano italiano († 1975)
- 1896 - Cayetano Santos Godino, serial killer argentino († 1944)
- 1896 - Angela Maria Guidi Cingolani, politica italiana († 1991)
- 1896 - Ethel Waters, cantante e attrice statunitense († 1977)
- 1896 - Margery Wilson, attrice e regista statunitense († 1986)
- 1897 - Pete Henry, giocatore di football americano e allenatore di football americano statunitense († 1952)
- 1897 - Sigurd Moen, pattinatore di velocità su ghiaccio norvegese († 1967)
- 1897 - Alfredo Morea, avvocato, militare e politico italiano († 1976)
- 1898 - Pompeo Balzardi, politico italiano
- 1898 - Pedro Casella, calciatore uruguaiano († 1971)
- 1898 - Édouard Depreux, avvocato, politico e partigiano francese († 1981)
- 1898 - C. F. Møller, architetto danese († 1988)
- 1898 - Alfred Sauvy, economista e sociologo francese († 1990)
- 1899 - Michail Iosifovič Dubson, regista cinematografico sovietico († 1961)
- 1900 - Cal Hubbard, giocatore di football americano e arbitro di baseball statunitense († 1977)
- 1900 - Lucia Schiavinato, personalità religiosa italiana († 1976)

## XX secolo(794)
- 1901 - Gustavas Gvildys, calciatore lituano († 1945)
- 1901 - Dyalma Stultus, pittore italiano († 1977)
- 1902 - Ather Capelli, giornalista italiano († 1944)
- 1902 - Carlos Drummond de Andrade, poeta, scrittore e funzionario brasiliano († 1987)
- 1902 - Eduard Franz, attore statunitense († 1983)
- 1902 - Julia Lee, cantante e pianista statunitense († 1958)
- 1902 - Leo Losert, canottiere austriaco († 1982)
- 1902 - Abraham Wald, matematico e statistico ungherese († 1950)
- 1902 - Marie-Laure de Noailles, mecenate e artista francese († 1970)
- 1903 - María Teresa León, scrittrice spagnola († 1988)
- 1903 - Chris MacKintosh, bobbista e lunghista britannico († 1974)
- 1903 - Giuseppe Piasentin, calciatore italiano († 1933)
- 1903 - Baptist Reinmann, calciatore tedesco († 1980)
- 1903 - Joan Robinson, economista inglese († 1983)
- 1903 - Ian Smith, rugbista a 15 scozzese († 1972)
- 1903 - Bertrand de Jouvenel, filosofo, politico e economista francese († 1987)
- 1904 - Rudolf Burkert, sciatore nordico cecoslovacco († 1985)
- 1904 - Takeo Doi, ingegnere aeronautico giapponese († 1996)
- 1904 - Antonio Parano, ingegnere italiano († 1952)
- 1905 - Nello Caserta, politico italiano († 1990)
- 1905 - Harry Harlow, psicologo statunitense († 1981)
- 1905 - Leopold Hofmann, calciatore austriaco († 1976)
- 1905 - Bumpy Johnson, mafioso statunitense († 1968)
- 1905 - Ercole Rocchetti, giurista e politico italiano († 1989)
- 1905 - Heinrich Freiherr von Stackelberg, economista tedesco († 1946)
- 1906 - Dimitri Amilakhvari, militare georgiano († 1942)
- 1906 - Edmund Crawford, allenatore di calcio e calciatore inglese († 1977)
- 1908 - Baek Du-jin, politico sudcoreano († 1993)
- 1908 - Alessandro Bonetti, calciatore italiano († 1977)
- 1908 - Rudolf Bürger, calciatore e allenatore di calcio rumeno († 1980)
- 1908 - Muriel Duckworth, attivista canadese († 2009)
- 1908 - Quinto Martini, scultore, pittore e poeta italiano († 1990)
- 1909 - Judy Fryd, attivista britannica († 2000)
- 1909 - Fritz Küenzi, calciatore svizzero
- 1909 - Robert Van Zeebroeck, pattinatore artistico su ghiaccio belga († 1991)
- 1910 - Giorgio Borgo, calciatore e allenatore di calcio italiano
- 1910 - Catrano Catrani, regista cinematografico, produttore cinematografico e sceneggiatore italiano († 1973)
- 1910 - Renato Fabrizi, antifascista italiano († 1937)
- 1910 - Eduardo Ortiz de Landázuri, medico e docente spagnolo († 1985)
- 1910 - Luise Ullrich, attrice austriaca († 1985)
- 1910 - Héctor Valdivielso Sáez, religioso argentino († 1934)
- 1911 - Aleksandr Achiezer, fisico sovietico († 2000)
- 1911 - Abdel Azim Ashry, cestista, arbitro di pallacanestro e dirigente sportivo egiziano († 1997)
- 1911 - Sheila Bromley, attrice statunitense († 2003)
- 1911 - Carlo Cattaneo, matematico e fisico italiano († 1979)
- 1911 - Eude Cicerone, politico italiano († 1985)
- 1911 - René Hardy, partigiano e scrittore francese († 1987)
- 1911 - Richard Olsen, canottiere danese († 1956)
- 1911 - Nicola Picella, funzionario italiano († 1976)
- 1911 - Ramon Sugranyes i de Franch, attivista spagnolo († 2011)
- 1911 - Sun Mingjing, regista cinese († 1992)
- 1912 - Jean Améry, superstite dell'Olocausto e scrittore austriaco († 1978)
- 1912 - Moisés Carmona, vescovo messicano († 1991)
- 1912 - Dale Evans, attrice e cantautrice statunitense († 2001)
- 1912 - Ollie Johnston, animatore statunitense († 2008)
- 1912 - Silvio Oliboni, pittore italiano († 1976)
- 1912 - Arthur V. Peterson, militare statunitense († 2008)
- 1912 - Anton Thumann, militare tedesco († 1946)
- 1912 - Antonio Vilar, attore portoghese († 1995)
- 1913 - Angelo Bastiani, generale italiano († 1996)
- 1913 - Eros Benedini, medico e letterato italiano († 1991)
- 1913 - Libero Marchini, calciatore italiano († 2003)
- 1913 - Fabrizio Taglioni, sceneggiatore e regista italiano
- 1914 - Joseph Demicoli, pallanuotista maltese († 1962)
- 1914 - Vítězslav Hloušek, cestista cecoslovacco
- 1914 - Teresa Rampazzi, compositrice e pianista italiana († 2001)
- 1914 - Severino Rigoni, pistard e ciclista su strada italiano († 1992)
- 1914 - Robert Smylie, politico statunitense († 2004)
- 1915 - João Cruz, calciatore portoghese († 1981)
- 1915 - Alfredo Curti, regista, produttore cinematografico e scrittore italiano († 1996)
- 1915 - Raffaele Giudice, generale italiano († 1994)
- 1915 - František Hájek, cestista e allenatore di pallacanestro cecoslovacco († 2001)
- 1915 - Erich Hänel, calciatore tedesco († 2003)
- 1915 - Vittoria Nenni, antifascista italiana († 1943)
- 1915 - Clem Ruh, cestista statunitense († 1973)
- 1916 - Carlo Giovanni Bernadotte, nobile svedese († 2012)
- 1916 - Pietro Mazzei, aviatore e militare italiano († 1941)
- 1916 - Phil Monroe, animatore statunitense († 1988)
- 1917 - William H. McNeill, storico e scrittore canadese († 2016)
- 1917 - Bruno Oddera, traduttore italiano († 1988)
- 1918 - Griffin Bell, politico statunitense († 2009)
- 1918 - Cyril Martin, calciatore inglese († 1983)
- 1918 - Pietro Rebuzzi, calciatore italiano († 2000)
- 1918 - Pierluigi Sopelsa, scultore italiano († 2012)
- 1918 - Ian Stevenson, psichiatra canadese († 2007)
- 1918 - Walter Edward Truemper, militare e aviatore statunitense († 1944)
- 1919 - Remo Peroncelli, partigiano e calciatore italiano († 2008)
- 1919 - Lello Perugia, partigiano italiano († 2010)
- 1920 - Dario Bernazza, saggista e paroliere italiano († 1995)
- 1920 - Leon Danielian, ballerino e coreografo statunitense († 1997)
- 1920 - Sergio Donnini, pittore e partigiano italiano († 2006)
- 1920 - Dick Francis, scrittore britannico († 2010)
- 1920 - Ted Fritsch, giocatore di football americano, cestista e giocatore di baseball statunitense († 1979)
- 1920 - Gunnar Gren, calciatore e allenatore di calcio svedese († 1991)
- 1920 - Bruno Hasbrouck Zimm, chimico statunitense († 2005)
- 1920 - Takashi Kano, calciatore giapponese († 2000)
- 1920 - Dedan Kimathi, rivoluzionario keniano († 1957)
- 1920 - Helmut Newton, fotografo tedesco († 2004)
- 1920 - Fritz Walter, calciatore tedesco († 2002)
- 1921 - Nino Erné, scrittore e traduttore tedesco († 1994)
- 1921 - Michael Maule, ballerino e insegnante statunitense († 2017)
- 1921 - Antonio Terenghi, fumettista italiano († 2014)
- 1921 - Enrico de Boccard, giornalista, scrittore e agente segreto italiano († 1988)
- 1922 - Barbara Bel Geddes, attrice statunitense († 2005)
- 1922 - Pietro Bonetti, calciatore italiano († 2012)
- 1922 - Carlo Cerri, politico italiano († 2002)
- 1922 - András Hegedüs, politico e sociologo ungherese († 1999)
- 1922 - Franco Moretti, calciatore italiano
- 1922 - Norodom Sihanouk, re cambogiano († 2012)
- 1922 - Anatolij Dmitrievič Papanov, attore sovietico († 1987)
- 1923 - Wanda Benedetti, attrice italiana († 2017)
- 1923 - Aldo Bressanutti, pittore italiano
- 1923 - Muhamet Dibra, calciatore albanese († 1998)
- 1924 - Enrico Baj, pittore, scultore e saggista italiano († 2003)
- 1924 - Irena Conti Di Mauro, giornalista, poetessa e scrittrice polacca († 2009)
- 1924 - Giovanni Battista Stracca, ingegnere italiano († 2022)
- 1925 - Lawrence A. Cremin, storico statunitense († 1990)
- 1925 - Lee Grant, attrice, regista e produttrice cinematografica statunitense
- 1925 - Battista Mismetti, fondista e biatleta italiano († 2017)
- 1925 - Charles Moore, architetto statunitense († 1993)
- 1925 - Roger Nimier, scrittore, giornalista e sceneggiatore francese († 1962)
- 1925 - John Pople, matematico e chimico britannico († 2004)
- 1926 - Miranda Bonansea, attrice e doppiatrice italiana († 2019)
- 1926 - H. R. F. Keating, scrittore britannico († 2011)
- 1926 - Vito Lattanzio, politico e medico italiano († 2010)
- 1926 - Carmen de Lirio, attrice e cantante spagnola († 2014)
- 1926 - Xercès Louis, calciatore francese († 1978)
- 1926 - Timo Sarpaneva, designer e scultore finlandese († 2006)
- 1926 - Jimmy Savile, disc jockey, conduttore radiofonico e conduttore televisivo britannico († 2011)
- 1927 - Gino Cortelazzo, scultore italiano († 1985)
- 1927 - Dick Flanagan, giocatore di football americano statunitense († 1997)
- 1927 - Edmund Gettier, filosofo statunitense († 2021)
- 1927 - Thomas Lambdin, linguista statunitense († 2020)
- 1927 - Sergio Mantegazza, imprenditore svizzero († 2024)
- 1927 - Pieter Van den Bosch, calciatore belga († 2009)
- 1927 - Marcello Vittorini, urbanista e ingegnere italiano († 2011)
- 1928 - Erik Bruhn, danzatore, coreografo e attore danese († 1986)
- 1928 - Jean-François Deniau, politico, scrittore e giornalista francese († 2007)
- 1928 - Dianne Foster, attrice canadese († 2019)
- 1928 - Vittorio Lucarelli, schermidore italiano († 2008)
- 1928 - Luciana Pezzoni, ex ginnasta italiana
- 1928 - Roy Romer, politico e avvocato statunitense
- 1929 - Eddie Charlton, giocatore di snooker australiano († 2004)
- 1929 - Hans Ebensperger, pittore italiano († 1971)
- 1929 - Jacques Freimuller, cestista francese († 2006)
- 1929 - Bill Orchard, pallanuotista e medico australiano († 2014)
- 1929 - Bud Spencer, attore, nuotatore e pallanuotista italiano († 2016)
- 1930 - Michael Collins, astronauta statunitense († 2021)
- 1930 - Booker Ervin, sassofonista statunitense († 1970)
- 1930 - Arthur Fritz Eugens, attore tedesco († 1944)
- 1931 - Adriano Cerquetti, avvocato e politico italiano († 2003)
- 1931 - Antonio Dal Monte, medico e pilota motonautico italiano
- 1931 - Doris Laine, ballerina e direttrice artistica finlandese († 2018)
- 1931 - Jack Molinas, cestista statunitense († 1975)
- 1931 - Iivo Nei, scacchista estone
- 1931 - Sergio Obeso Rivera, cardinale e arcivescovo cattolico messicano († 2019)
- 1931 - Umberto Pierantoni, poliziotto, prefetto e funzionario italiano
- 1931 - Dan Rather, giornalista statunitense
- 1932 - Katherine Paterson, scrittrice statunitense
- 1932 - Poul Pedersen, calciatore danese († 2016)
- 1933 - Iemasa Kayumi, doppiatore e attore giapponese († 2014)
- 1933 - Marian Kuszewski, schermidore polacco († 2012)
- 1933 - Sante Ranucci, ciclista su strada italiano († 2023)
- 1934 - Aírton Pavilhão, calciatore brasiliano († 2012)
- 1934 - Donya Feuer, coreografa, ballerina e sceneggiatrice statunitense († 2011)
- 1934 - Suzanne Shepherd, attrice e regista teatrale statunitense († 2023)
- 1934 - Robert Tomasulo, informatico statunitense († 2008)
- 1934 - Margherita di Svezia, principessa svedese
- 1935 - Egidio Alagna, politico e magistrato italiano († 2022)
- 1935 - Dale Brown, allenatore di pallacanestro statunitense
- 1935 - John Bosco Manat Chuabsamai, vescovo cattolico thailandese († 2011)
- 1935 - Charles Cioffi, attore statunitense
- 1935 - Luis Gini, ex calciatore paraguaiano
- 1935 - Ronald Graham, matematico statunitense († 2020)
- 1935 - David Harvey, geografo, antropologo e sociologo britannico
- 1935 - Jimmy Hill, allenatore di calcio e ex calciatore nordirlandese
- 1935 - David H. Stern, biblista statunitense († 2022)
- 1935 - Moḥammed Ḥoseyn Ṭanṭāwī, politico e generale egiziano († 2021)
- 1936 - Michael Landon, attore, regista e produttore televisivo statunitense († 1991)
- 1936 - Nicolás de Jesús López Rodríguez, cardinale e arcivescovo cattolico dominicano
- 1936 - Gavriil Popov, politico russo
- 1937 - Andrea Chiarugi, ingegnere italiano († 2010)
- 1937 - Aleksandr Michajlovič Kondratov, linguista, biologo e giornalista russo († 1993)
- 1937 - Tom Paxton, cantautore statunitense
- 1937 - Melvin Pender, ex velocista statunitense
- 1937 - Claudette Soares, cantante brasiliana
- 1938 - Bruno Cattaneo, attore, doppiatore e direttore del doppiaggio italiano († 2019)
- 1938 - Aurelio Gerin, allenatore di calcio e ex calciatore italiano
- 1938 - Howard Hubbard, vescovo cattolico statunitense († 2023)
- 1938 - Gianni Locatelli, giornalista e dirigente d'azienda italiano
- 1938 - Eckhart Schmidt, regista, produttore cinematografico e scrittore tedesco († 2024)
- 1938 - Maretta Scoca, politica e avvocato italiana († 2018)
- 1938 - Luz Marina Zuluaga, modella colombiana († 2015)
- 1939 - Herlinde Koelbl, fotografa, artista e scrittrice tedesca
- 1939 - Lorenzo Montecuollo, politico italiano († 2011)
- 1939 - Ron Rifkin, attore e regista statunitense
- 1939 - Ali Farka Touré, cantante e chitarrista maliano († 2006)
- 1940 - Craig Rodwell, attivista statunitense († 1993)
- 1941 - Ademar Pantera, calciatore brasiliano († 2001)
- 1941 - Giuseppe Amato, politico italiano
- 1941 - Derek Bell, ex pilota automobilistico britannico
- 1941 - Aldo Brandirali, politico italiano
- 1941 - Lucious Jackson, cestista statunitense († 2022)
- 1941 - Ėson Kandov, cantante uzbeko
- 1941 - Sally Kirkland, attrice statunitense
- 1941 - Abel Matutes, politico, imprenditore e economista spagnolo
- 1941 - Alí Primera, cantante e chitarrista venezuelano († 1985)
- 1942 - Luigi Altobelli, ex arbitro di calcio italiano
- 1942 - Ronnie McMahon, cavaliere irlandese († 2010)
- 1942 - Claudio Michelotto, ciclista su strada italiano († 2025)
- 1942 - David Ogden Stiers, attore, doppiatore e musicista statunitense († 2018)
- 1942 - Daniel Roth, organista, compositore e insegnante francese
- 1943 - Melendy Britt, attrice e doppiatrice statunitense
- 1943 - Oommen Chandy, politico indiano († 2023)
- 1943 - Sandro Gerbi, giornalista, storico e saggista italiano
- 1943 - Pierre-William Glenn, direttore della fotografia francese († 2024)
- 1943 - Ladislav Mišta, scacchista ceco († 2010)
- 1943 - William Moore, ufologo, scrittore e giornalista statunitense
- 1943 - Renato Pengo, pittore italiano
- 1943 - Anton Phillips, attore britannico
- 1943 - Brian Piccolo, giocatore di football americano statunitense († 1970)
- 1943 - Sante Spigarelli, arciere italiano
- 1943 - Salvatore Veca, filosofo italiano († 2021)
- 1943 - François d'Aubert, politico francese
- 1944 - Roger Buchika, sciatore alpino statunitense († 2011)
- 1944 - Kinky Friedman, scrittore, cantautore e giornalista statunitense († 2024)
- 1944 - Parnell Hall, scrittore statunitense († 2020)
- 1944 - Eduardo Texeira Lima, calciatore brasiliano († 2020)
- 1945 - Russ Ballard, cantante e chitarrista britannico
- 1945 - Marzio Banfi, pittore e scrittore svizzero
- 1945 - Renzo Belli, farmacista italiano († 2022)
- 1945 - Rik Kenton, bassista e compositore britannico
- 1945 - Moon Martin, cantante e chitarrista statunitense († 2020)
- 1945 - Brian Doyle-Murray, attore, doppiatore e sceneggiatore statunitense
- 1945 - Peter Plympton Smith, politico statunitense
- 1946 - Gregorio Benito, calciatore spagnolo († 2020)
- 1946 - Bruce Jones, fumettista, romanziere e illustratore statunitense
- 1946 - Stephen Rea, attore e sceneggiatore nordirlandese
- 1946 - Massimo Vanni, stuntman e attore italiano
- 1947 - Carmen Alborch, scrittrice e politica spagnola († 2018)
- 1947 - Alberto Bigon, ex calciatore e allenatore di calcio italiano
- 1947 - Andrea Hall, attrice statunitense
- 1947 - Deidre Hall, attrice televisiva e ex modella statunitense
- 1947 - Jennifer Hosten, modella grenadina
- 1947 - Fulvio Antonio Iannaco, docente